# Etiopienbiätare
Etiopienbiätare (Merops lafresnayii) är en fågel i familjen biätare inom ordningen praktfåglar.

## Utseende och läte
Etiopienbiätaren är en praktfull biätare med blått i pannan, grön rygg, gul strupe, rostfärgad undersida och ett mörkblått bröstband. I flykten syns tydliga roströda fläckar och svarta band på vingar och stjärt. Lätet är ett kort och fylligt skallrande ljud. Arten är mycket lik dvärgbiätaren, men är något större och har en ljus fläck längst bak på den gula strupsidan.

## Utbredning och systematik
Arten förekommer i Eritrea, Etiopien och östra Sydsudan. Vissa behandlar bergbiätare (M. oreobates) som en underart till lafresnayii. Den behandlades tidigare som underart till blåkragad biätare (Merops variegatus) men urskiljs allt oftare som egen art.

## Levnadssätt
Etiopienbiätaren hittas i fuktiga och öppna miljöer som savann, öppen skog, jordbruksbygd och skogsbryn.

## Status
Arten har ett stort utbredningsområde och beståndet anses vara stabilt. Internationella naturvårdsunionen IUCN listar den därför som livskraftig (LC).

## Namn
Fågelns vetenskapliga artnamn hedrar den franska ornitologen Frédéric de Lafresnaye (1783-1861).